# Сагадеев, Артур Владимирович
Арту́р Влади́мирович Сагаде́ев (24 февраля 1931, Казань, Татарская АССР, РСФСР, СССР — 22 января 1997, Москва, Россия) — советский и российский востоковед, педагог, специалист по истории арабской философии. Доктор философских наук. Отец музыканта Жана Сагадеева.

## Биография
Родился 24 февраля 1931 года в Казани.
В 1954 году окончил ближневосточный факультет Московского института востоковедения.
Работал в Научной библиотеке Казанского государственного университета.
В 1956—1959 годах — аспирант философского факультета МГУ.
С 1959 года по 1970-й — старший научный сотрудник сектора философии и социологии стран Востока Института философии Академии наук СССР (ИФ АН СССР).
В 1964 году защитил диссертацию на соискание учёной степени кандидата философских наук по теме «Эстетика народов Ближнего и Среднего Востока (эпоха Средневековья)».
С 1965-го по 1970-й совмещает работу в должности старшего научного сотрудника в ИФ АН СССР с работой на философском факультете МГУ.
С 1970-го года — главный научный сотрудник отдела стран Азии и Африки ИНИОН АН СССР, с 1992-го года по совместительству — профессор кафедры истории философии Университета дружбы народов.
В 1987 году защитил диссертацию на соискание учёной степени доктора философских наук по теме «Восточный перипатетизм. Из истории средневекового материализма».
Высокую оценку научной общественности получили работы А. В. Сагадеева, посвященные философии Ибн Рушда, Ибн Сины и фундаментальные труды «Восточный перипатетизм» и «Классическая арабо-мусульманская философия» (в соавторстве, на англ. яз.). В 2009 г. Издательский дом «Марджани» предпринял переиздание переводов и работ А. В. Сагадеева в серии «Bibliotheca Islamica»:
Издание всех своих переводов выдающийся философ-арабист проф. А.В. Сагадеев задумал достаточно давно, но обстоятельства жизни сложились так, что при жизни он сделать этого не успел. Межвузовский Центр по изучению философии и культуры Востока при Российском университете дружбы народов, в котором он работал на протяжении многих лет, при поддержке коллег, семьи и учеников философа решил осуществить эти планы.
Умер в 1997 году. Похоронен на Красногорском кладбище.

## Сочинения
Перу Сагадеева принадлежит более четырёхсот работ, многие из которых были переведены на английский, арабский и другие языки. Вот некоторые из них:
- Жизнерадостное свободомыслие Востока // «Наука и религия», 1978, № 2.
- Роузентал Ф. Торжество знания: Концепция знания в средневековом исламе = Rosenthal, Franz Knowledge triumphant / Franz Rosenthal Leiden, 1970 / Пер. с англ.; Вступ. статья и примеч. А. В. Сагадеева («Знание» и познавательное отношение к действительности в средневековой мусульманской культуре). — М.: Наука, 1978. — 372 с.
- Сагадеев А. В. Идея гармонической личности в мусульманском средневековье // Гармонический человек: Из истории идей о гармонически развитой личности : Сборник статей / АН СССР. Ин-т философии. — М.: Искусство, 1965. — 322 с.
- Сагадеев А. В. Ибн Рушд (Аверроэс). — М.: Мысль, 1973. — 208 с. — (Мыслители прошлого).
- Сагадеев А. В. Ибн Сина (Авиценна). — М.: Мысль, 1980. — 240 с. — (Мыслители прошлого). — 80 000 экз.
- Ибрагим Т. К., Сагадеев А. В.  Classical Islamic Philosophy. — М., 1990. Арабская версия: аль-фальсафа аль-`арабиййа аль-исламиййа. Бейрут, 2000; Бейрут-Алжир, 2001; Дамаск, 2009.
- Ибн Туфейль. Повесть о Хайе, сыне Якзана / Перевод, вступительная статья и комментарии А. В. Сагадеева. — М.: Книга, 1988. — 400 с. — ISBN 5-212-00066-1.
- Сагадеев А. В. Мусульманская средневековая философия // Антология мировой философии. — М.: Мысль, 1969. — (Философское наследие).
- Сагадеев А. В. Учение Ибн-Рушда о соотношении философии, теологии и религии и его истоки в трудах ал-Фараби // Ал-Фараби: Научное творчество. Сборник статей / АН СССР. Институт востоковедения. — М.: Наука. Главная редакция восточной литературы, 1975. — 184 с.
- «Чистые братья» — энциклопедисты X века // «Наука и религия», 1980, № 5.
- Эстетические взгляды арабов эпохи средневековья (на арабском языке). Дар ал-Фараби ва Дар ал-Джамахир. Бейрут, 1965.
- Ислам: энциклопедический словарь / Отв. ред. С. М. Прозоров. — М. : Наука, ГРВЛ, 1991. — 315 с. — 50 000 экз. — ISBN 5-02-016941-2. — автор ряда статей
- Сагадеев А.В. Восточный перипатетизм. — М.: Изд. дом Марджани, 2009. — 232 с. — 1000 экз. — ISBN 978-5-903715-06-0.
- Средневековая арабо-мусульманская философия в переводах А. В. Сагадеева: [собр. пер. в 3-х томах. Том 1] / Сост. и отв. ред. Н.С.Кирабаев. — М.: Изд. дом Марджани, 2009. — 272 с. — (Bibliotheca Islamica). — 1000 экз. — ISBN 978-5-903715-09-1.
- Средневековая арабо-мусульманская философия в переводах А. В. Сагадеева: [собр. пер. в 3-х томах. Том 2] / Сост. и отв. ред. Н. С. Кирабаев. — М.: Изд. дом Марджани, 2010. — 528 с. — (Bibliotheca Islamica). — 1000 экз. — ISBN 978-5-903715-15-2.
- Средневековая арабо-мусульманская философия в переводах А. В. Сагадеева. Том 3: [собр. пер. в 3-х т.] / Сост. и отв. ред. Н. С. Кирабаев. — М.: Изд. дом Марджани, 2010. — 360 с. — (Bibliotheca Islamica). — 1000 экз. — ISBN 978-5-903715-20-6.